# Zaven Badoyan
Zaven Badoyan (in armeno Զավեն Բադոյան?, in russo Завен Левонович Бадоян?, Zaven Levonovič Badojan; Erevan, 22 dicembre 1989) è un calciatore armeno, centrocampista dell'Afif.

## Palmarès

### Club

#### Competizioni nazionali
- Campionato bielorusso: 1

BATĖ Borisov: 2012
- Supercoppa di Bielorussia: 1

BATĖ Borisov: 2013
- Campionato armeno: 1

P'yownik: 2014-2015
- Coppa d'Armenia: 2

P'yownik: 2014-2015
Ararat: 2020-2021